# إدوارد إم. إروين
إدوارد إم. إروين هو سياسي أمريكي، ولد في 14 أبريل 1869 في ليسبورغ في الولايات المتحدة، وتوفي في 30 يناير 1933 في بلفيل في الولايات المتحدة. نشط حزبياً في الحزب الجمهوري. وقد انتخب عضو مجلس النواب الأمريكي ‏.